# João Milton Prates
João Milton Prates (Montes Claros, 15 de julho de 1922 — Rio de Janeiro, 05 de outubro de 1973) foi um aviador brasileiro,que serviu no 1º Grupo de Aviação de Caça da Força Aérea Brasileira que atuou em conjunto com a FEB na campanha da Itália, durante a Segunda Guerra Mundial.

## Biografia
Tendo nascido em Montes Claros, no norte do Estado de Minas Gerais, filho de Euzébio Castelar Prates e Olga Vieira de Mello Prates, logo foi residir no Rio de Janeiro. Se tornou 2ºxxxx Tenente Aviador da Reserva Convocado, durante a Segunda Guerra Mundial, exerceu a função de Piloto de Combate da Esquadrilha Azul com o código C1 (2º). Realizou 55 missões de combate, a primeira em 12 de novembro de 1944 e a última em 15 de abril de 1945. No que seria sua 56ª missão, em 20 ABR 45, seu P-47 (S/N 42-26774) sofreu uma pane na decolagem, o que resultou em um acidente no fim da pista. Com o forte impacto do avião no solo, seu corpo, ao ser lançado fora da nacele do avião, chocou-se com uma borda metálica que provocou um grande talho na testa, e um descolamento grande do seu couro cabeludo. Foi logo socorrido e levado para o atendimento de urgência às pressas para o 12º Hospital Geral de Livorno, Itália.
Na aviação civil foi piloto oficial do Presidente Juscelino Kubitschek e amigo de Oscar Niemeyer. Foi o principal responsável pela construção do Catetinho, primeira residência presidencial de Brasília. Foi diretor da Caixa Econômica Federal de Brasília, tabelião do 19° Ofício de Notas do Rio de Janeiro em 1960.

## O Catetinho
Conforme relato de  Juscelino Kubitschek, a ideia da construção do Catetinho veio de João Milton Prates: 
""Tudo começou numa conversa de bons amigos. Naquele período, tinha toda a minha atenção concentrada nas obras para a transferência da capital. Apesar disso, o clima que se respirava no País era de descrença, por um lado, e de oposição, do outro. Mesmo assim, eu ia a Brasília umas duas vezes por semana; mas pouco demorava ali, por falta de alojamento. Foi aí que João Milton Prates, aviador, e que fora meu piloto durante o meu tempo de governador de Minas Gerais, lançou esta ideia num grupo de amigos meus: "Vamos dar uma casa ao presidente?"

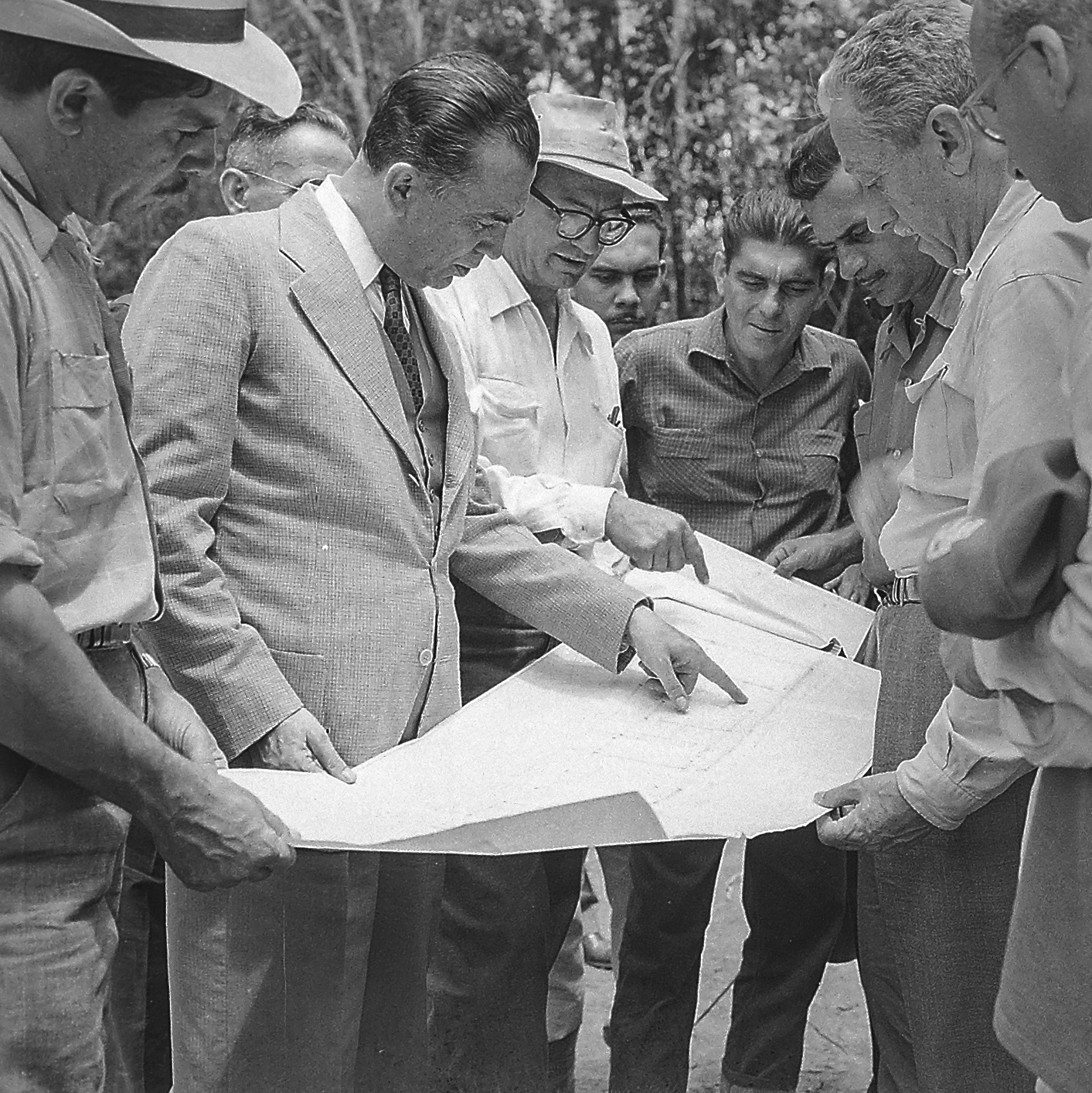
Juscelino Kubitschek se reunindo para a construção do Catetinho, ao fundo João Milton Prates.

## Minissérie "JK"
João Milton Prates foi uma das personalidades reais retratadas na minissérie brasileira JK, escrita por Maria Adelaide Amaral e Alcides Nogueira e levada ao ar no primeiro trimestre de 2006 pela Rede Globo. O aviador foi interpretado pelo ator Juliano Righetto.